# Caracciolo di Castagneto
La famiglia appartiene ai Caracciolo.
Membri principali:
- Carlo Caracciolo di Castagneto (1925-2008), editore e fondatore del quotidiano La Repubblica;
- Marella Caracciolo di Castagneto (1927-2019), collezionista d'arte. È stata la moglie di Gianni Agnelli.
- Filippo Caracciolo (1903–1965), è stato un politico, antifascista e nobile italiano appartenente alla famiglia di San Francesco Caracciolo.
- Allegra Caracciolo di Castagneto, vedova Agnelli (Vigolzone, 28 giugno 1945), è una filantropa italiana, vicepresidente dell'Associazione italiana per la ricerca sul cancro.